# 赖因哈德·阿尔贝
赖因哈德·阿尔贝（德語：Reinhard Alber，1964年2月6日—），德国男子自行车运动员。他曾代表西德参加1984年夏季奥林匹克运动会自行车比赛，获得男子团体追逐赛铜牌。